# Hebius parallelus
Hebius parallelus (юньнаньський вуж) — вид змій родини полозових (Colubridae). Мешкає в Південній і Південно-Східній Азії.

## Поширення і екологія
Юньнаньські вужі мешкають у Північно-Східній Індії (Сіккім, Мегхалая, Нагаленд), в Бутані і Непалі, на півночі М'янми та на південному заході Китаю в Тибеті і провінції Юньнань. Вони живуть в гірських субтропічних лісах, поблизу водойм, на висоті понад 1880 м над рівнем моря. Живляться переважно земноводними, іноді також рибою.